# Jerry Falwell
Jerry Falwell (Lynchburg (Virginia), 11 augustus 1933 – aldaar, 15 mei 2007) was een Amerikaanse baptistenpredikant die bekendstond om zijn orthodox-protestantse televisie-uitzendingen waarbij hij geen blad voor de mond nam.

Hij behoorde (later) tot het kerkgenootschap van de Southern Baptist Convention en veranderde van christelijk-fundamentalistisch in evangelicaal-christelijk. Hij gold als een aanhanger van de Republikeinse president George W. Bush.

## Levensloop
Oorspronkelijk wilde Falwell journalist of professioneel honkballer worden maar na in 1952 een bekering te hebben doorgemaakt, voelde hij zich geroepen om predikant te worden. Hij volgde daartoe een Bijbelschool van de baptisten in Springfield. In 1956 stichtte hij de Thomas Road Baptist Church, een kerk in Lynchburg die plaats biedt aan bijna zesduizend kerkgangers en die in de loop der jaren sterk is gegroeid. Daarnaast startte hij met religieuze tv-uitzendingen en bladen. In 1971 richtte hij Liberty University op, een orthodox-christelijke particuliere universiteit. Verder stond hij aan de wieg van de Moral Majority, een invloedrijke conservatief-christelijke lobbygroep tijdens de jaren 80. Hij zou uitgroeien tot een van de prominentste gezichten van religieus rechts.
Falwell keerde zich tijdens zijn publieke uitspraken regelmatig in hevige mate tegen homoseksualiteit. Zo zag hij aids als Gods straf voor homoseksuelen. Verder was hij een fel tegenstander van Martin Luther Kings burgerrechtenbeweging, die hij de "Civil Wrongs Movement" noemde. Alhoewel hij niet positief stond tegenover de apartheid in Zuid-Afrika, was hij in de jaren tachtig tegen het opleggen van sancties aan dat land, omdat hij bang was dat dat de toestand aldaar zou verergeren of een door de Sovjet-Unie gesteunde revolutie teweeg zou brengen. Wat het Amerikaanse onderwijs aanging, was hij een voorstander van een systeem van leerrechten, waarmee ouders zelf zouden kunnen bepalen of ze hun kinderen naar openbare of bijzondere scholen wensten te sturen. Zelf was hij zeer geporteerd van onderwijs op christelijke basis en hoopte door een invoering van een leerrechtensysteem deze onderwijsvorm (financieel) te bevorderen.
In 1983 kreeg hij het aan de stok met uitgever Larry Flynt, toen die in zijn pornoblad Hustler een parodie op Falwell maakte. De gerechtelijke strijd die hieruit voortvloeide, werd tot aan het Hooggerechtshof uitgevochten, waar Flynt met een beroep op het Eerste amendement (het gedeelte dat gaat over de vrijheid van meningsuiting) in het gelijk werd gesteld.
In 1994 keerde Falwell zich met een film genaamd de Clinton Chronicles tegen toenmalig president Bill Clinton, waarin hij deze van allerlei criminele zaken betichtte, onder andere van betrokkenheid bij cocaïnesmokkel. In een reclamespot voor de film 'interviewde' hij een onherkenbaar gemaakte 'journalist' die beweerde met de dood te zijn bedreigd. Later bleek dit de producer van de film te zijn.
Na de terroristische aanslagen op 11 september 2001 raakte hij opnieuw in opspraak toen hij in een christelijk nieuwsprogramma zei dat heidenen, abortusactivisten, burgerrechtenactivisten en -advocaten, feministen, homo's en lesbiennes vanwege hun seculariserende activiteiten medeschuldig aan de aanval zouden zijn. Collega tv-dominee Pat Robertson viel hem bij, maar na heftige kritiek bood Falwell zijn excuses aan.
Hij stond positief tegenover het bij diens aantreden in 2001 gelanceerde initiatief van president Bush om religieuze instellingen in te schakelen bij het sociale beleid van de overheid, zij het dat hij wel enige reserves had ten aanzien van bepaalde punten zoals de financiering, de beperkingen die aan de kerken werden opgelegd en hoe het dit initiatief zou vergaan na de ambtstermijn van Bush.
Voorts predikte Falwell dat de zogenoemde eindtijd voor de deur zou staan en bezag hij daarom de gespannen ontwikkelingen in en rondom Israël en de rest van het Midden-Oosten vanuit deze theologische optiek. Hij stond pal achter de Joodse staat Israël en werd om die reden wel tot het christelijk zionisme gerekend. Hij was mening dat de in de eindtijd te verschijnen antichrist een Joodse man zal zijn.
Jerry Falwell overleed onverwachts op 73-jarige leeftijd aan problemen met zijn hart, vermoedelijk veroorzaakt door een hartritmestoornis.

## Hell house
Eind jaren zeventig was Falwell de grondlegger van het Noord-Amerikaanse fenomeen Hell house. Daarin kon hij mensen die zich in zijn ideeën konden vinden, laten zien wat volgens hen 'zondaars' nog te wachten staat. Het idee Hell house sloeg aan en wordt begin 21e eeuw nog steeds jaarlijks georganiseerd door veel Amerikanen die zich identificeren met Falwells gedachtegoed.

## Zoon
Jerry Falwell Jr. volgde zijn vader in 2007 op als president van de Liberty University, bolwerk van de evangelicale beweging in Virginia. Hij voerde in 2016 intensief campagne voor Donald Trump, tweemaal gescheiden en regelmatig in het nieuws met seksuele escapades. Zelf moest Falwell Jr. in augustus 2020 aftreden toen zijn zakenpartner opbiechtte, dat hij met het echtpaar Falwell een driehoeksverhouding onderhield.

## Werken
- Church Aflame, Impact, 1971
- Capturing a Town for Christ, Revell, 1973
- Liberty Bible Commentary on the New Testament, Thomas Nelson, 1978
- Listen, America!, Doubleday, 1980
- The Fundamentalist Phenomenon, Doubleday, 1981
- Finding Inner Peace and Strength, Doubleday, 1982
- Liberty Bible Commentary, Thomas Nelson, 1982
- When it Hurts Too Much to Cry, Tyndale House, 1984
- Wisdom for Living, Victor Books, 1984
- Stepping Out on Faith, Tyndale House, 1984
- Champions for God, Victor Books, 1985
- If I Should Die Before I Wake, Thomas Nelson, 1986
- The Fundamentalist Phenomenon/the Resurgence of Conservative Christianity, Baker Book House, 1986
- Strength for the Journey, Simon & Schuster, 1987
- The New American Family, Word, 1992
- Falwell: An Autobiography Liberty House, 1997 (ghostwriter Mel White)
- Fasting Can Change Your Life, Regal, 1998
- The book of Jerry Falwell, Susan Harding, Princeton university press, 2000
- Achieving Your Dreams, World Publishers, 2006
- Building Churches of Dynamic Faith: A Five-Session Study Guide, World Publishers, 2006
- Dynamic Faith Journal, World Publishers, 2006